# Панарин, Александр Сергеевич
Алекса́ндр Серге́евич Пана́рин (26 декабря 1940, Горловка, Донецкая область, Украинская ССР, СССР — 25 сентября 2003, Москва, Россия) — советский и российский философ, политолог, публицист и общественный деятель. Известен новаторским подходом к осмыслению социально-религиозной проблематики. Один из ведущих в России специалистов по вопросам глобализации; критик глобализма и общества потребления.
Доктор философских наук, профессор. Профессор кафедры теоретической политологии (в настоящее время — кафедра философии политики и права) Философского факультета Московского государственного университета им. М. В. Ломоносова.

## Биография
Окончил философский факультет (1966) и аспирантуру (1971) МГУ им. М. В. Ломоносова. Работал ассистентом на кафедре философии Московского института народного хозяйства (1966—1968; 1972—1975), затем — старшим преподавателем, доцентом, заведующим кафедрой управления, деканом факультета экономики и управления Института повышения квалификации руководящих работников и специалистов Миннефтехимпрома СССР (1976—1984). С 1984 — в Институте философии АН СССР: старший научный сотрудник, ведущий научный сотрудник, заведующий сектором (с 1989), заведующий лабораторией (с 1992), руководитель Центра социально-философских исследований Института философии РАН. Работал в Академии славянской культуры (с 1992). Профессор, доктор философских наук, заведующий кафедрой теоретической политологии философского факультета МГУ им. М. В. Ломоносова (с 1989).
Кандидатская диссертация — «Критика социальной доктрины Жана Фурастье» (1974), докторская диссертация — «Современный цивилизационный процесс и феномен неоконсерватизма» (1991). Работы Панарина А. С. посвящены проблемам философии политики, философии культуры, философии истории, анализу зарубежных идеологических течений, современному реформационному процессу в России.
А. С. Панарин прошёл путь от либерального диссидента советских времён к русскому философу-патриоту эпохи рубежа тысячелетий. По мнению близкого друга и соратника А. С. Панарина, проф. В. Н. Расторгуева, мыслитель всю свою жизнь оставался в вынужденной оппозиции власти, ратуя за духовное и политическое возрождение России, русского народа.
Действительный член 4-х российских общественных академий и Нью-Йоркской академии наук.
Похоронен в Москве на Троекуровском кладбище.

## Премии, награды
- Ломоносовская премия МГУ (1999)
- Премия Александра Солженицына (2002)[4],
- Почётный знак «Общественное признание»
- другие

## Творчество
А. С. Панарин подготовил более 250 научных работ, в том числе 18 крупных монографий, а также популярные учебники и пособия по политологии и политтехнологиям. Наиболее известные из них, принесшие Панарину известность и популярность — это «Политология», «Глобальное политическое прогнозирование», «Православная цивилизация в глобальном мире», «Агенты глобализма» (позднее эта работа целиком вошла в книгу «Искушение глобализмом», за которую учёный удостоился Солженицынской премии), и, наконец, «Стратегическая нестабильность в XXI веке».
Помимо книг, А. С. Панарин написал немало статей, реагируя на те или иные события: «В каком мире нам предстоит жить?» (геополитический прогноз, сделанный в 1997 году), «Наше ближайшее будущее безнадёжно устарело» (делается такой же прогноз — о глобальной гражданской войне богатых с бедными, загнанными в угол и вынужденными создавать силы глобальной самообороны), «Народ без элиты: между отчаянием и надеждой», «Онтология террора» (выступление на «круглом столе» в МГУ, организованном сразу же после терактов в Нью-Йорке, на котором Панарин выступил с мыслями, резко осуждающими встревание России в американские «антитеррористические» авантюры), наконец, статья в газете «Завтра», написанная к 50-летию со дня смерти И. В. Сталина — «О Державнике-Отце и либеральных носителях „эдипова комплекса“», в которой учёный сопоставляет стремление развенчать «культ личности» со стороны интеллигенции с фрейдистским комплексом «юноши Эдипа», бунтующего против фигуры Отца в патриархальной семье.
Наряду с западной цивилизацией Панарин выделяет мусульманскую, индо-буддийскую, конфуцианско-буддийскую и православную. Россия представляет собой православную цивилизацию, поэтому попытки западнических радикалов втянуть Россию в орбиту Запада он считает происками пятой колонны. Триумф Запада прикрывается апологетическим глобализмом, рупором которого был Римский клуб. В основе западной цивилизации Панарин видит социал-дарвинизм. В целом принцип цивилизации означает полиэтничность. Смысл православия сводится к греческому, восточно-христианскому исповеданию и святоотеческому наследию Иоанна Златоуста, Василия Великого и Григория Богослова, а также идеалу священного царства, основанный на высшей правде. По отношению к России Византия является материнской цивилизацией. Моисеем русского народа Панарин называет Андрея Боголюбского.

## Основные работы
Автор книг:
- Альтернативно ли «альтернативное общество»? (1987);
- Стиль «ретро» в идеологии и политике (критические очерки французского неоконсерватизма) (1989);
- Философия власти. (В соавт.). М., 1993;
- Философия политики. (В соавт.). М., 1994;
- Введение в политологию. М.: Новая школа, 1994. — 320 с.;
- Россия в цивилизованном процессе (между атлантизмом и евразийством). М., 1995;
- Политическая антропология (в соавторстве с: В. В. Ильин, А. С. Панарин, Д. В. Бадовский) (1995);
- Реформы и контрреформы в России. — Изд-во МГУ, 1996. — 400 с. — 3000 экз. — ISBN 5-211-03734-0.
- Философия политики (1996);
- Политология: Учебник. М., 1997 (2-е изд. — 1999);
- Реванш истории: российская стратегическая инициатива в XXI веке (1998);
- Российская интеллигенция в мировых войнах и революциях XX века. — Эдиториал УРСС, 1998. — 352 с. — 1000 экз. — ISBN 5-901006-29-1. Архивировано 6 ноября 2007 года.
- Политический мир на Востоке и на Западе. М., 1998;
- Россия в циклах мировой истории (1999);
- Глобальное политическое прогнозирование в условиях стратегической нестабильности. — М.: Эдиториал УРСС, 1999. — 272 с. — 2000 экз. — ISBN 5-8360-0027-1.
- Политология. О мире политики на Востоке и на Западе. — Изд-во: Университет, 2000. — 320 с. — ISBN 5-8013-0091-0.
- Российская альтернатива. Нью-Йорк, 2000;
- Искушение глобализмом. М., 2000;
- Политология: Аналитика и прогностика. М., 2000;
- Политология: западная и восточная традиции. М., 2000;
- Политология (учебник для вузов) (2001);
- Философия истории. М., 2001;
- Глобальное политическое прогнозирование. — 2001. — ISBN 5-9265-0002-8.
- Искушение глобализмом. — Эксмо-Пресс, 2002. — 416 с. — 4100 экз. — ISBN 5-04-009573-2. (недоступная ссылка)
- Политология: Учебное пособие для студентов вузов. М., 2002
- Православная цивилизация в глобальном мире. — Алгоритм, 2002. — 496 с. — 5000 экз. — ISBN 5-9265-0036-2.
- Стратегическая нестабильность в XXI веке. М., 2003;
- Русская культура перед вызовом постмодернизма. М., 2005;
- Народ без элиты (2006) (Сборник статей)[6]
- Правда железного занавеса (2007) (Сборник статей)[6]
- Православная цивилизация Архивная копия от 9 сентября 2018 на Wayback Machine / Сост., предисл. В. Н. Расторгуев / Отв. ред. О. А. Платонов. — М.: Институт русской цивилизации, 2014. — 1248 с. ISBN 978-5-4261-0122-7

статьи:
- Россия в Евразии: геополитические вызовы и цивилизационные ответы // Вопросы философии. 1994. № 12
- Православная цивилизация в глобальном мире // Москва. 2001. № 1-10
- Постмодернизм и глобализация: Проект освобождения собственников от социальных и национальных обязательств // Вопросы философии. 2003. № 6
- Антропология политическая, Деидеологизация, Философия политик, Финализм исторический, Человек политический и др. // Философия: Энциклопедический словарь. М., 2006.